# Hàng xóm của tôi là Totoro
Hàng xóm của tôi là Totoro (となりのトトロ / Tonari no Totoro trong tiếng Nhật, My Neighbor Totoro trong tiếng Anh) là một bộ phim điện ảnh hoạt hình Nhật Bản được hãng Ghibli sản xuất vào năm 1988, do Miyazaki Hayao viết kịch bản và đạo diễn.

## Nội dung
Gia đình Kusakabe chuyển về vùng thôn quê sinh sống. Căn nhà mới mà họ sắp ở dân làng đồn đại là bị ma ám. Nhưng điều ấy chẳng làm lay chuyển nỗi tò mò, hiếu động của hai chị em nhà Kusakabe: Satsuki và Mei. Tại ngôi nhà mới, Satsuki và Mei kết thân với bà hàng xóm tốt bụng tên Nanny và cậu bé Kanta, cùng tuổi với Satsuki. Trong một lần chạy chơi vào khu rừng gần nhà, cô em gái Mei mới 4 tuổi đã tình cờ gặp gỡ con thú khổng lồ, vị chúa tể của khu rừng. Mei không những không sợ hãi mà còn trèo lên cái bụng bự của nó mà nghịch ngợm. Cô bé đặt tên cho con vật kì lạ này là Totoro, theo tên con thú trong cuốn sách tranh của cô. Sau đó do mệt nên Mei dần ngủ thiếp đi, tới khi tỉnh lại, Totoro đã biến mất. Khi Mei kể về con vật kì lạ ấy, cô chị Satsuki cũng muốn được gặp Totoro một lần.
Satsuki và Mei ra bến xe buýt đón bố về, họ đứng chờ rất lâu dưới trời mưa. Mei buồn ngủ nhưng lại nhất quyết không chịu về nhà nên Satsuki phải cõng em trên vai. Bỗng Satsuki thấy một con thú lông lá, to lớn cũng đang đứng chờ xe buýt. Cô bé đoán ra nó chính là Totoro. Thấy Totoro đứng ướt sũng dưới mưa, Satsuki đã cho nó mượn cái dù mà hai chị em mang theo cho bố. Đúng lúc ấy, xe buýt hình mèo của Totoro đến. Trước khi lên xe, Totoro tặng hai chị em một chiếc túi được gói cẩn thận để cảm ơn Satsuki đã cho nó cây dù. Sáng hôm sau họ mở gói quà ra, thấy bên ngoài chứa toàn hạt cây. Satsuki và Mei quyết định gieo trồng chúng trên một mảnh vườn bé xinh. Mei ngày nào cũng ra xem, mong đợi hạt giống nảy mầm. Vào một đêm trăng tròn, hai chị em mơ thấy những hạt giống lớn lên thành cái cây thật cao và họ còn được cùng với Totoro bay vút lên trời. Khi hai chị em thức dậy, quả nhiên các hạt giống đã nảy mầm, nhưng chưa biến thành cái cây to như trong giấc mơ.
Mẹ Satsuki và Mei không thể về nhà như đã hẹn vì bệnh viện báo rằng bệnh của mẹ trở nặng. Mei khóc la khi nghe tin khiến cô chị Satsuki phát bực. Thế là hai đứa trẻ giận dỗi nhau cả ngày. Cuối cùng, Mei quyết định sẽ một mình đến bệnh viện thăm mẹ, song hậu quả là cô bị lạc đường. Satsuki sau một hồi chạy đi khắp nơi tìm em, cô vội vàng đến chỗ Totoro, xin nó giúp đỡ. Totoro mỉm cười và cho Satsuki mượn chiếc xe buýt mèo của nó. Nhờ chiếc xe thần kì, Satsuki tìm thấy Mei và họ cùng đến bệnh viện để kín đáo theo dõi mẹ. Trên cành cây, hai chị em rất đỗi vui mừng vì mẹ vẫn khỏe, ít lâu nữa có thể về nhà. Mei nhẹ nhàng đặt trái bắp ngô mà bà hàng xóm tặng lên bục cửa sổ phòng mẹ, trên vỏ trái bắp khắc chữ "Tặng mẹ".
Kết thúc phim là cảnh hai chị em ngồi trên xe buýt mèo quay lại làng. Ở đó, bà Nanny và cậu bé Kanta đang chờ họ. Mọi người vui vẻ dắt tay nhau trở về.

## Nhạc phim
Cũng như tất cả anime khác của Ghibli, "My neighbor Totoro" được nhạc sĩ Joe Hisaishi phụ trách về âm nhạc. Anime gồm các bản nhạc chính sau:
- Stroll - Đi dạo (ca khúc đầu phim), trình bày bởi nữ ca sĩ Azumi Inoue.
- My neighbor Totoro (ca khúc kết thúc phim, cũng là nhạc chủ đề), trình bày bởi Wanbi.
- The Path of the wind (Evening wind) - ca khúc nhạc nền của phim, mang phong cách nhạc đồng quê, có hai phiên bản "nhạc có lời" và "nhạc hòa tấu". Trong phim dùng phiên bản hòa tấu.